# Ferenc Varga (Maler)
Ferenc „Feri“ Varga (* 22. März 1906 in Terézföld, Ungarn (heute Terezino Polje, Kroatien); † 20. Oktober 1989 in Neustadt an der Weinstraße) war ein ungarisch-französischer Maler, Graphiker und Bildhauer.

## Leben
Vargas Mutter Cäcilia stammte aus einer Wiener Großbürgerfamilie. Sie heiratete mit 16 Jahren den ungarischen Magnaten Jószef Varga und brachte Ferenc als achtes von zehn Kindern auf die Welt. Infolge des Ersten Weltkriegs verlor die Familie ihre Güter und zog nach Budapest.
Varga wuchs in einer Familie auf, die bedeutende künstlerische Persönlichkeiten in unterschiedlichen Sparten hervorgebracht hat. Sein Großonkel Jószef Kiss war ein angesehener Balladendichter. Sein älterer Bruder Hugo Varga war Schriftsteller und der Ehemann der Bildhauerin Ida Móricz, der Schwester von Zsigmond Móricz.
Varga lebte seit 1914 in Budapest und kam 1924 als Bildhauer nach Paris, wo er sich der Malerei zuwandte. Von 1924 bis 1927 studierte er in Paris zunächst an der École des Beaux-Arts und dann an der École des Arts et Métiers, wo er 1927 das Abschlussdiplom erwarb. 1933 arbeitete er für ein Jahr künstlerisch auf der spanischen Mittelmeerinsel Mallorca. 1940 floh er aus Paris vor den Nationalsozialisten nach Südfrankreich und ließ sich in Cagnes-sur-Mer nieder. Ab etwa 1950 gehörte er zum Freundeskreis von Jean Cocteau und Pablo Picasso.
1961 heiratete er zum dritten Mal. Seiner Frau Leonore geb. Bäßler folgte er nach Deutschland und wurde in Neustadt an der Weinstraße ansässig. Dort lebte er mit seiner Frau und seinen drei Kindern Isabella, Patrick und Paloma bis zu seinem Tod. Die jüngste Tochter Paloma Varga Weisz wurde eine erfolgreiche Zeichnerin und Bildhauerin.

## Werke
Werke von Feri Varga befinden sich in zahlreichen Sammlungen und Museen in Deutschland, Österreich, Ungarn, Frankreich, Schweden und den USA, so z. B.: Musée Picasso (Antibes), Musée de Cagnes-sur-Mer, Folkwang Museum Essen, Museum Pfalzgalerie Kaiserslautern, Landesmuseum Mainz, Museum der Schönen Künste Budapest, Privatsammlungen Gaffé (Brüssel) und Haubrich (Köln).

## Auszeichnungen
- 1980 Willibald-Kramm-Preis, Heidelberg[2]

## Ausstellungen
- 1946 Galerie Gentilhommière, Paris
- 1948 Galerie Quattre Chemins, Paris
- 1948 École de Paris, Budapest
- 1949 Wanderausstellung Stockholm – Kopenhagen – Luzern
- 1950 Galerie C. Allendy, Paris
- 1954 Galerie Clasing, Münster
- 1954 Musée Picasso, Antibes
- 1955 Museumsverein Wuppertal
- 1955 Kunstverein Karlsruhe
- 1955 Galerie „La Bussola“, Turin
- 1956 Cercle Volney, Paris
- 1957 Kölnischer Kunstverein
- 1958 Folkwangmuseum, Essen
- 1958 Galerie Gallwitz, Karlsruhe
- 1958 Galerie Boisserée, Köln
- 1961 Galerie Boisserée, Köln
- 1961 Musée Picasso, Antibes
- 1962 Galerie Anfora, Paris
- 1966 Bürgermeister-Ludwig-Reichert-Haus, Ludwigshafen
- 1967 Schloss Bauschlott, Neulingen
- 1970 Neustadter Kunstverein, Stadthalle Deidesheim
- 1973 Galerie der Pfälzischen Nervenklinik, Landeck
- 1976 Galerie Bausback, Mannheim
- 1976 Kunstverein, Neustadt an der Weinstraße
- 1981 Kunstverein, Neustadt an der Weinstraße
- 1986 Herrenhof Mußbach, Neustadt an der Weinstraße